# 앙골라제넷
앙골라제넷(Genetta angolensis)은 사향고양이과에 속하는 제넷고양이의 일종이다. 앙골라와 콩고민주공화국, 말라위, 모잠비크, 탄자니아, 잠비아 그리고 짐바브웨에서 발견된다. 이 국가에서 흔하게 발견되기 때문에 IUCN 적색 목록에 관심대상 종(LC, Least Concern Species)으로 지정하고 있다.

## 특징
앙골라제넷은 짙은 반점이 섞인 연한 갈색의 긴 털을 갖고 있으며, 연속적인 진한 장식털이 등을 가로질러 이어져 있다. 목과 가슴은 연한 회색 또는 회색빛의 검은 색을 띤다. 이마와 어깨에 작은 반점들을 갖고 있다. 옆구리는 반점이 수없이 더 많고 약간 더 큰 편이다. 몸길이는 44~48cm이다. 38~43cm 길이의 고리 모양 긴 붓꼬리를 갖고 있으며, 꼬리 끝이 검다. 다리는 등 쪽이 검다. 얼굴은 검은 주둥이와 함께 어두운 회색빛을 띠며, 눈과 입 주변은 희다. 등 쪽의 장식털은 최대 6cm 정도이다.